# 金万成
金 万成（キム・マンソン、朝鮮語: 김만성）は、朝鮮民主主義人民共和国の政治家。朝鮮労働党中央委員会委員、最高人民会議代議員。朝鮮労働党総務部長、平安南道人民委員会委員長などを歴任した。

## 経歴
出生地や生年月日は不明。1989年9月に平安南道行政経済委員会委員長に任命され、1990年4月に最高人民会議第9期代議員に選出された。1995年10月25日に平安南道人民委員会委員長に任命され、1999年3月まで務めた。その後はしばらく動静が途絶え、2013年12月13日に金国泰朝鮮労働党中央委員会中央検閲委員長が死去すると、国家葬儀委員会委員に選ばれた。2014年3月9日に実施された最高人民会議第13期代議員選挙で代議員に再選され、2016年5月9日に開催された朝鮮労働党第7次大会で、党大会の執行部に任命され、朝鮮労働党中央委員会委員に選出された。5月9日に開催された党中央委員会第7期第1回総会で党中央委員会総務部長に任命された。
2019年3月10日に実施された最高人民会議第14期代議員選挙で代議員に再選された。

## 参考サイト
- 북한정보포털

| 先代徐允錫 | 平安南道人民委員会委員長1995年 - 1999年 | 次代安剋太 |